# Alisotrichia arizela
Alisotrichia arizela is een fossiele soort schietmot uit de familie Hydroptilidae.